# Ubari
Ubari (arabo:أوباري, Awbāri) è una città della regione del Fezzan nella Libia del sud-ovest. È il capoluogo del distretto di Wadi al-Hayaa.
La città si trova al centro dell'oasi omonima.

## L'oasi

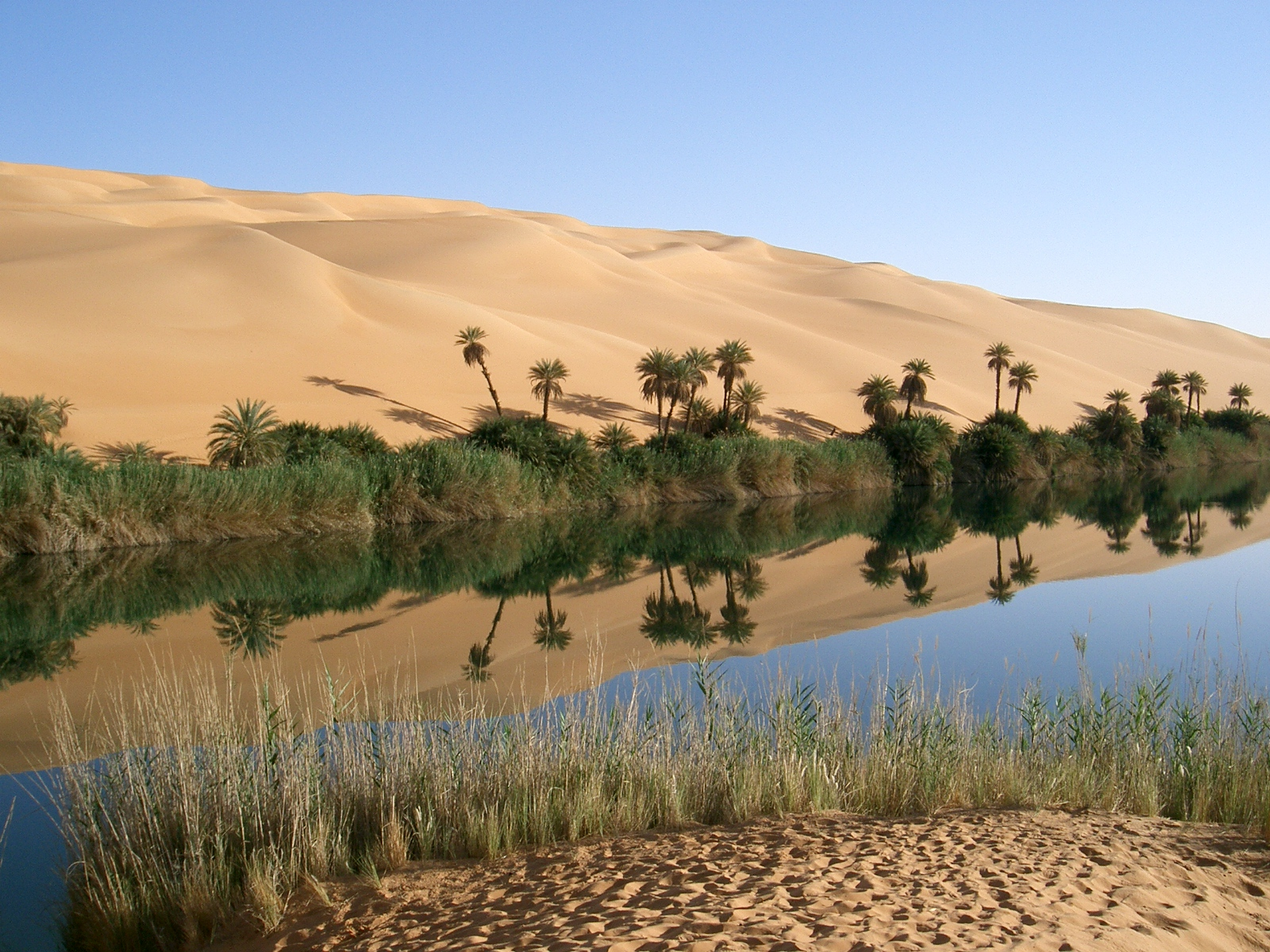
Oasi di Ubari

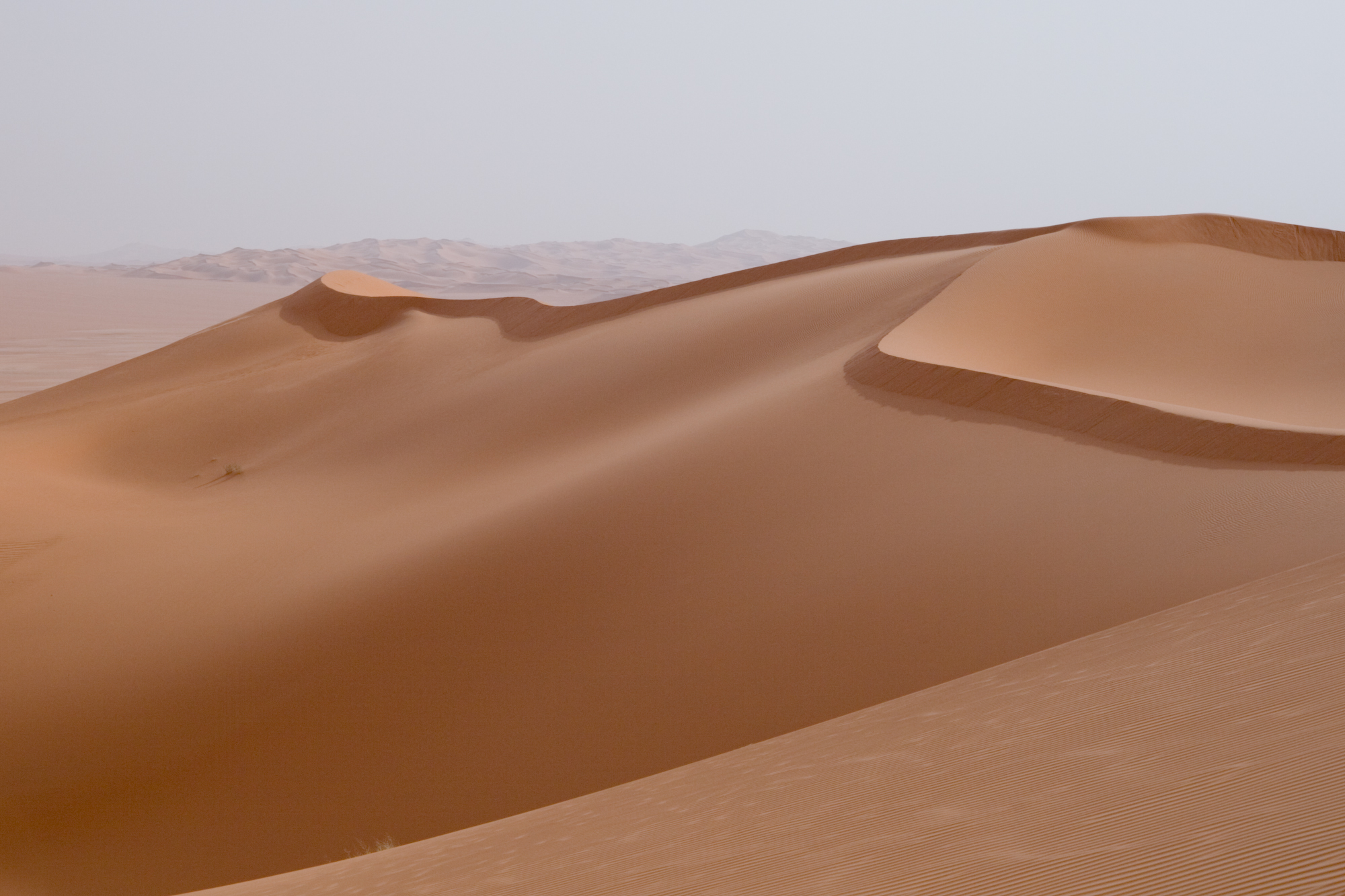
Dune di sabbia nell'Idehan di Ubari

Ubari è un'oasi della Libia sud-orientale, nella regione del Fezzan.
Ubari si trova nella valle dello Uadi el-Agial, fra l'altopiano del Messak Sattafat e l'Idhan di Ubari. Lungo questa valle si trovano altre oasi e passa la strada che collega Sebha, nella la zona centrale del Sahara, con Awaynat e Ghat nella parte sud-occidentale al confine con l'Algeria.
In epoche passate questa strada era uno dei principali itinerari trans-sahariani, percorso dalle carovane che collegavano i porti del mediterraneo con le regioni dell'Africa occidentale.
Lungo tale strada, a circa di 30 km a est di Ubari si trova l'oasi di Germa che ospita i resti di un'antica città berbera capitale del regno dei Garamanti.
A metà strada fra Ubari e Sebha, nell'erg di Ubari in direzione nord, si trovano quattro piccole oasi con relativi laghi salati che costituiscono una delle attrattive turistiche della zona. L'oasi e i laghi più noti sono quelli di Gaberoun e di Um el Ma.

## Storia
Allo scoppio della prima guerra mondiale, i Turchi si schierarono a fianco di Austria e Germania, ed entrarono in guerra il 29 ottobre 1914.
I Senussi, fomentati dai turchi, cercarono di approfittare della situazione e iniziarono una serie di azioni contro i presidi italiani in Libia e contro le carovane che li rifornivano, mentre l'Italia era ancora al momento neutrale.
Ai primi di dicembre 1914 venne dall'Italia l'ordine di concentrare tutte le forze presenti nel Fezzan su Brach. Furono quindi sgombrate varie città fra cui Ghadames. Nalut, assalita dai Senussi fu liberata il 15 dicembre dalle truppe italiane comandate dal colonnello Roversi, ma Sebha non ebbe altrettanta fortuna e fu persa. Successivamente tutta la regione dello Sciati entrò in rivolta. Fu quindi accelerato il ritiro da tutti i presidi del Fezzan. Il presidio di Murzuch rientrò il 12 dicembre, quello di Ghat dopo una lunga marcia attraverso il deserto, riuscì a salvarsi raggiungendo la costa. Invece, il presidio di Ubari, fu attaccato dai ribelli Senussi con forze preponderanti e dopo una lunga resistenza fu totalmente annientato.